# (200287) 2000 AW50
(200287) 2000 AW50 es un asteroide perteneciente al cinturón de asteroides descubierto el 6 de enero de 2000 por el equipo del Observatorio Sunflowers desde el Observatorio Sunflower, Kansas, Estados Unidos.

## Designación y nombre
Designado provisionalmente como 2000 AW50.

## Características orbitales
2000 AW50 está situado a una distancia media del Sol de 2,765 ua, pudiendo alejarse hasta 3,211 ua y acercarse hasta 2,320 ua. Su excentricidad es 0,161 y la inclinación orbital 12,95 grados. Emplea 1680,09 días en completar una órbita alrededor del Sol.

## Características físicas
La magnitud absoluta de 2000 AW50 es 15,4. 